# Svetvinčenat
Svetvinčenat (en italien : Sanvincenti) est un village et une municipalité située dans le comitat d'Istrie, en Croatie. Au recensement de 2001, la municipalité comptait 2 218 habitants, dont 88,68 % de Croates et le village seul comptait 271 habitants.

## Localités
La municipalité de Svetvinčenat compte 22 localités :
| - Bibići - Bokordići - Boškari - Bričanci - Butkovići - Cukrići - Čabrunići - Foli - Juršići - Kranjčići - Krase | - Pajkovići - Peresiji - Pusti - Raponji - Režanci - Salambati - Smoljanci - Stancija Malusa - Svetvinčenat - Štokovci - Tofulini |